# Цветков, Дмитрий Борисович
Дмитрий Борисович Цветков (1961, Коломна) — российский художник.

## Биография
Родился в 1961 году в Коломне. В 1988 году окончил Московский государственный художественный институт им. В. И. Сурикова. Живет и работает в Москве.

## Работы находятся в собраниях
- Государственная Третьяковская галерея, Москва.
- Русский музей, Санкт-Петербург.
- Государственный Центр современного искусства, Москва
- Московский музей современного искусства, Москва.
- Музей АРТ4, Москва.

## Персональные выставки
- 2018 —"Шкафы Москвы", Музей Москвы, Крокин галерея, Москва.
- 2014 —"Утро красит нежным…" Крокин галерея, Москва.
- 2005 — "Штурм". Крокин галерея, Москва.
- 2004 — «ОТКУПЮР» (в соавторстве с С. Румянцевой). Крокин галерея, Москва.
- 2004 — «БОЕВАЯ ГОТОВНОСТЬ: ОРУЖИЕ». Музее воздушно-десантных войск «Крылатая гвардия», Екатеринбург.
- 2003 — «Кладбище». Крокин галерея, Москва.
- 2003 — "Наш мальчик терпит". Крокин галерея, Москва.
- 2002 — "Art Chicago". Стенд Крокин галереи. США
- 2001 — «Арсенал». Никитская башня Тульского Кремля, Тула.
- 2001 — «Голд Раш». Крокин галерея, Москва.
- 2000 — «Здравствуй, Оружие!». Клуб «Проект ОГИ», Москва.
- 2000 — «Гордый ас». Галерея «Fine Art», Москва.
- 1999 — «Филателия». Галерея М. Гельмана, Москва/ГЦСИ, C-Петербург.
- 1999 — «Поминки по Сталину». Клуб «Проект ОГИ», Москва.
- 1999 — «Цветы, стихи, альбомы». Центр Современного Искусства Сороса, Москва.
- 1998 — «Дмитрий Цветков, Филипп Лаванди». Галерея Патриции и Жери Перло Де Корбиийон, Жев, Бельгия.
- 1998 — «Дмитрий Цветков. Мария Делфорж». Галерея «L N' Est Pas С», Женваль, Бельгия.
- 1997 — «Музыкальная фраза». Галерея «Сегодня», Москва.
- 1997 — «Каша из-за топора». L-Галерея, Москва.
- 1996 — «Награды за жизнь». Галерея ЭКСПО-88, Москва.
- 1996 — «Плохие новости». L-Галерея, Москва.
- 1996 — «Великие географические открытия». Галерея «А-3», Москва.
- 1994 — «Новая археология». Дом скульптора, Москва.
- 1992 — «Дмитрий Цветков». Галерея М. Гельмана, Москва.